# Hercostomus leptocerus
Hercostomus leptocerus är en tvåvingeart som beskrevs av Stackelberg 1949. Hercostomus leptocerus ingår i släktet Hercostomus och familjen styltflugor. Inga underarter finns listade i Catalogue of Life.